# Sign of the Times (álbum de Axel Rudi Pell)
Sign of the Times es el decimonoveno álbum de estudio del guitarrista alemán de hard rock y heavy metal Axel Rudi Pell. Fue lanzado el 8 de mayo de 2020 a través del sello Steamhammer/SPV. El álbum mantiene el estilo característico de Pell, fusionando elementos del hard rock clásico y el heavy metal.

## Lista de canciones
Todas las canciones compuestas por Axel Rudi Pell.
1. «The Black Serenade (Intro)» – 1:40
2. «Gunfire» – 5:21
3. «Bad Reputation» – 5:41
4. «Sign of the Times» – 7:10
5. «The End of the Line» – 5:22
6. «As Blind as a Fool Can Be» – 6:14
7. «Wings of the Storm» – 5:48
8. «Waiting for Your Call» – 5:34
9. «Living in a Dream» – 5:58
10. «Into the Fire» – 6:01

## Personal
- Axel Rudi Pell – Guitarras
- Johnny Gioeli – Voz
- Volker Krawczak – Bajo
- Ferdy Doernberg – Teclados
- Bobby Rondinelli – Batería[2]

## Producción
- Producción: Axel Rudi Pell
- Ingeniero de sonido y mezcla: Thomas Geiger
- Masterización: Ulf Horbelt
- Diseño de portada: Thomas Ewerhard[2]

## Recepción
El álbum recibió críticas positivas por parte de la prensa especializada. MelodicRock.com destacó que, aunque no presenta sorpresas, el álbum posee una urgencia que ha reavivado el interés en el estilo inconfundible de Pell. Por su parte, Hellpress mencionó que es un buen disco para los amantes del hard rock de corte clásico y para quienes apuestan por valores seguros.

## Sencillos
- «Gunfire» – 2020
- «Bad Reputation» – 2020